# イツァ族
イツァ族（イツァぞく、Itza）は、マヤ系の民族で、現在はグアテマラのペテン県中央部、ペテン・イツァ湖の西に2000人ほどが住む。

## ユカタンのイツァ族
『チラム・バラムの書』の伝える伝承によればイツァ族は南からやってきて、ユカタン半島の都市チチェン・イッツァを作った。チチェン・イッツァという名前自体、「イツァの井戸の口」を意味している。
実際にはチチェン・イッツァの歴史は複雑であり、イツァ族を含む複数の支配者が交替したと考えられている。チチェン・イッツァの「天文観測所」から出土した906年の円板に「hitza' ajaw」（ヒツァの王）という語が見え、これがイツァ族のことを指しているのかもしれない。
ユカタンのイツァ族の起源にはさまざまな説があり、中央メキシコからやってきたトルテカ説、タバスコ・カンペチェを原郷とするメキシコ化したマヤ人であるプトゥン人説、最初からユカタン半島に住んでいた説などがある。リンダ・シーリーとピーター・マシューズによれば、イツァ族はもともと現在と同様ペテン・イツァ湖の北岸に住んでいたが、その一部がユカタンに北上し、故郷の名前にちなんでイツァを名乗った。その後に何度かペテンとユカタンの間を往復したという。

## ペテンのイツァ族
後古典期にイツァ族はペテン・イツァ湖一帯に勢力をはり、その中心都市はタヤサルであった。スペイン人が高地マヤとユカタン半島を征服した後も、この土地はスペインの影響を受けず、17世紀末まで独立が保たれた。
このイツァ族の王はチチェン・イッツァの出身を自称し、マヤパンの衰亡にともなってペテン・イツァ湖に移住したと称していた。また、イツァ族の言語はモパン族などと同様に、マヤ語族のなかでユカテコ語に近い。
ただし、ペテン地方でイツァという語は古典期前期にすでに見えており、後古典期になってはじめて北部からペテンに移住したわけではないようである。
イツァ族は攻撃的・拡張主義的で、ペテン・イツァ湖一帯を遠く離れて、南のサルストゥン川、パシオン川沿岸、東のベリーズにまで植民を行っていた。
17世紀にはいるとスペイン人の宣教師が何度もタヤサルで布教しようとしたが、失敗した。最終的に1697年3月13日に108人のスペイン人によるタヤサルの軍事的征服が行われた。タヤサルはもっとも遅くまでスペインから独立したマヤの都市だった。
その後、天然痘などの伝染病が蔓延し、スペイン人も多数が死んだが、イツァ族には壊滅的な打撃を与えた。ペテン中央部の先住民の人口は1697年には少なくとも6万人があったが、1708年には7000人に減少した。